# Feria de Mataderos

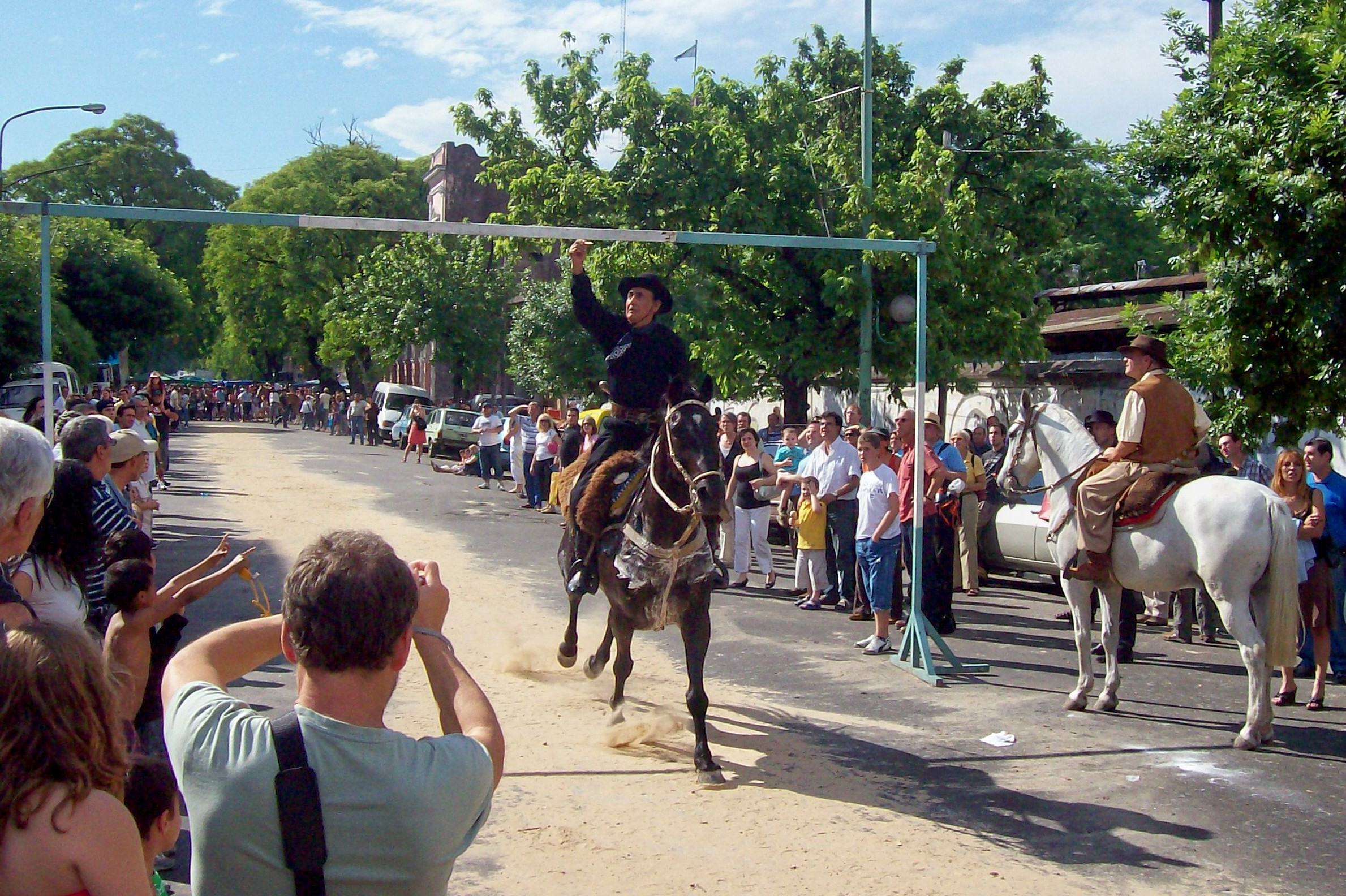
Corrida de sortija durante la feria de Mataderos.

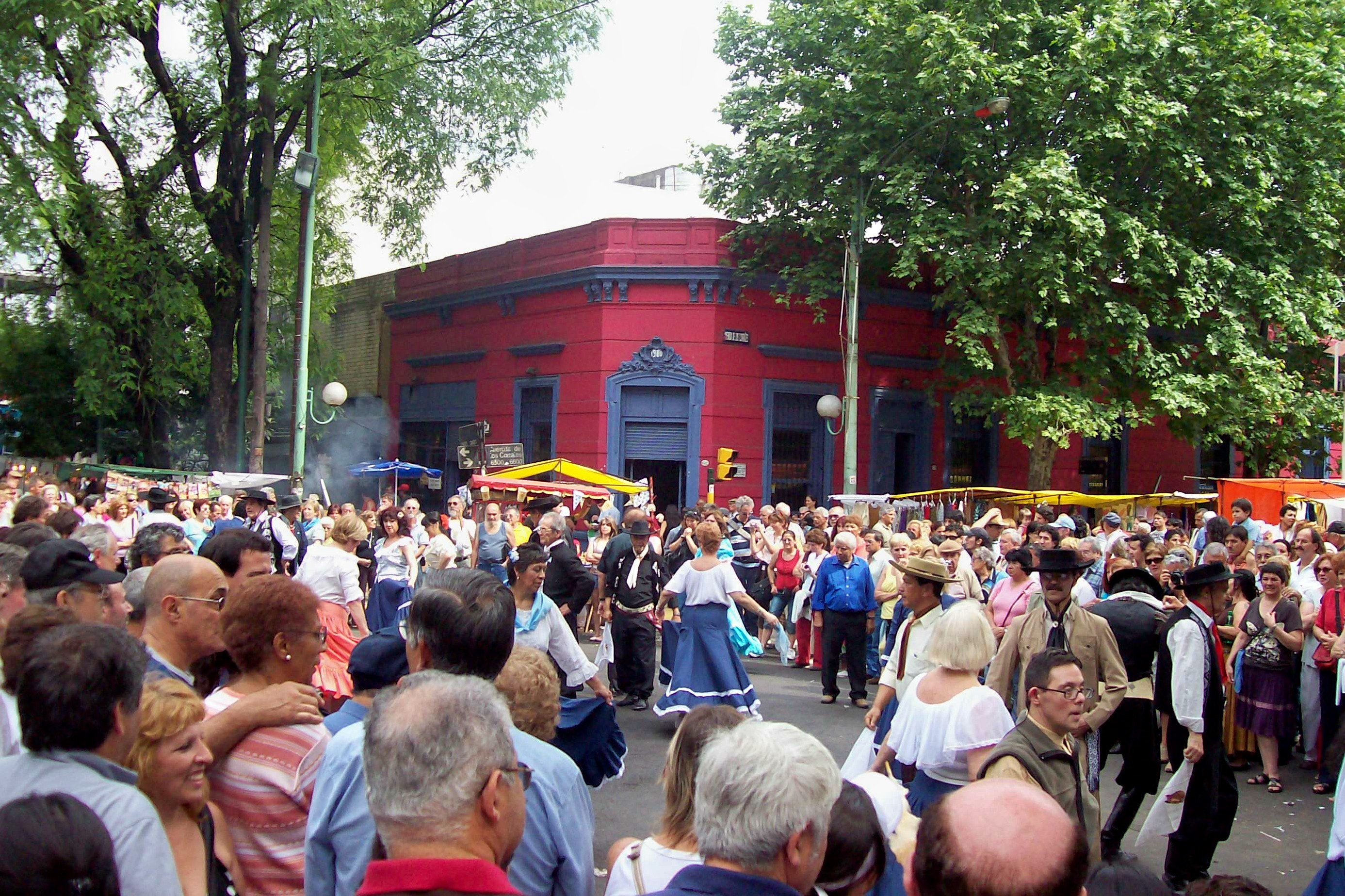
Baile durante la Feria de mataderos, en Lisandro de la Torre y avenida "de los Corrales".

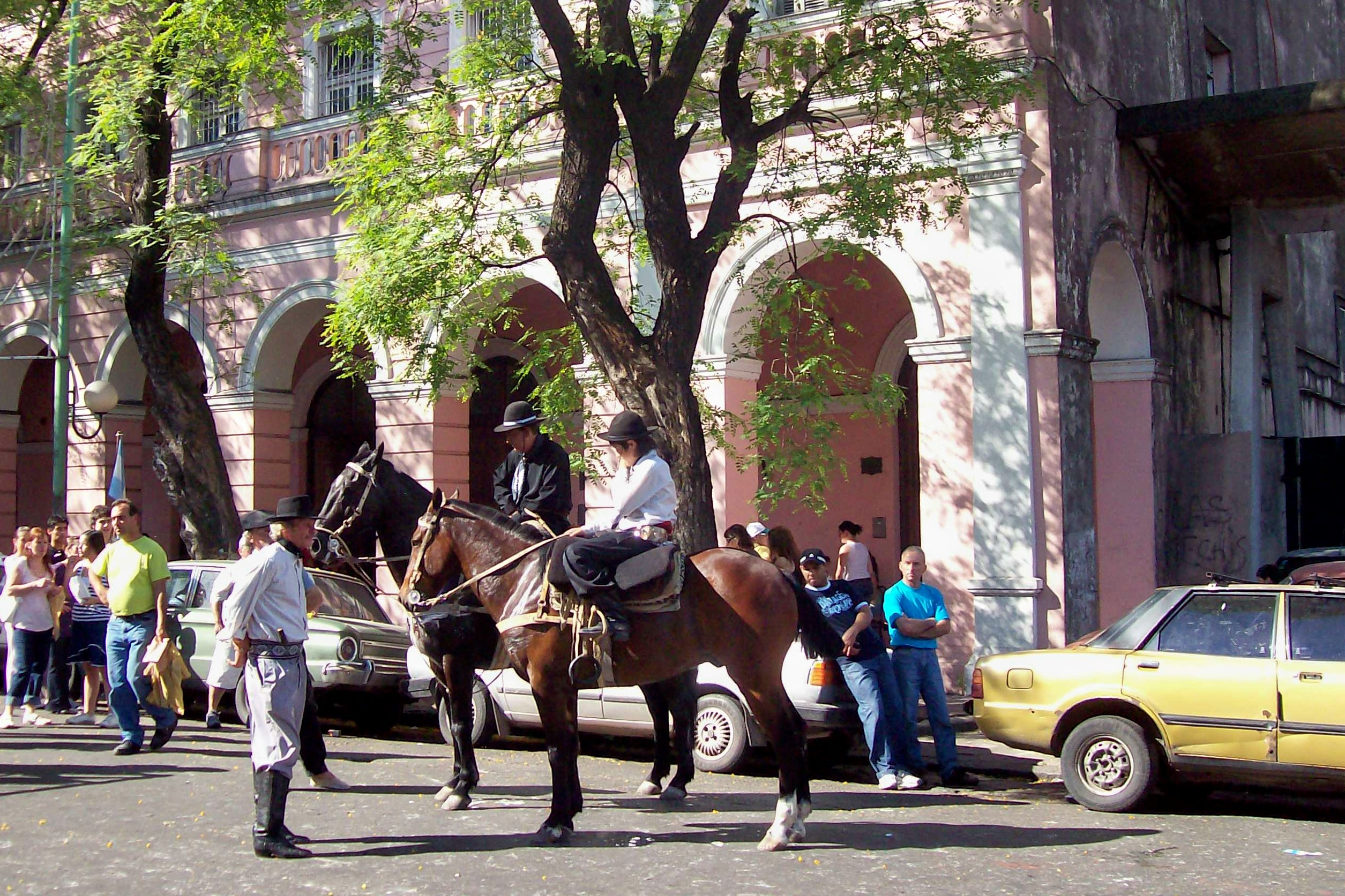
Gauchos en la Feria de Mataderos.

La Feria de Mataderos, oficialmente Feria de las Artesanías y Tradiciones Populares Argentinas, se halla en el barrio de Mataderos de la ciudad de Buenos Aires, Argentina.
La misma posee unos 300 puestos en los que se venden comidas y artesanías gauchescas y todo tipo de productos artesanales argentinos de la zona pampeana mayormente.
Se encuentra en la recova del viejo mercado de hacienda de Liniers, siendo este sitio el núcleo de la feria que se instala usualmente los días domingos.

## Historia

### Inicios
La Feria de Mataderos se inició el 8 de junio de 1986.

### Últimos años
Los más de 300 puestos de la feria convocan a miles de vecinos de la ciudad y turistas. 
En ella se realizan también espectáculos de doma de potros, lazo, corridas de caballos, corridas de "sortija" y "guitarreadas", reuniones de canto y danzas tradicionales.
La Feria se convirtió en un paseo tradicional, en el que se comen empanadas argentinas (envoltura de masa de pan rellena de carne picada, frita y condimentada) y locros (guisado a base de maíz), se pueden comprar mantas, ponchos y objetos de cuero y plata, y escuchar recitales de los más destacados músicos folclóricos.